# Frans Breyne
Frans Breyne was een liberaal politicus. Hij was waarnemend burgemeester van Houthulst van 1989-2003. Hij was gemeenteraadslid vanaf 1976, schepen van openbare werken, eerste schepen en waarnemend burgemeester van Houthulst. Eerst kwam hij op bij de VLD en daarna met de lijst De Brug.
Hij combineerde de lokale politiek met zijn handel in veevoeders (Debruyne & Breyne) in Houthulst (Jonkershove). Hij nam de zaak van z'n schoonvader Joseph Debruyne over samen met z'n schoonbroer. Hij was gehuwd met Clara Anna De Bruyne. Na zijn politieke loopbaan verhuisde Breyne naar Nieuwpoort.